# UFO (Band)/Diskografie
Diese Diskografie ist eine Übersicht über die musikalischen Werke der britischen Hard-Rock-Band UFO.

## Alben

### Studioalben
| Jahr | Titel                                  | Höchstplatzierung, Gesamtwochen, AuszeichnungChartplatzierungen (Jahr, Titel, Platzierungen, Wochen, Auszeichnungen, Anmerkungen) | Höchstplatzierung, Gesamtwochen, AuszeichnungChartplatzierungen (Jahr, Titel, Platzierungen, Wochen, Auszeichnungen, Anmerkungen) | Höchstplatzierung, Gesamtwochen, AuszeichnungChartplatzierungen (Jahr, Titel, Platzierungen, Wochen, Auszeichnungen, Anmerkungen) | Höchstplatzierung, Gesamtwochen, AuszeichnungChartplatzierungen (Jahr, Titel, Platzierungen, Wochen, Auszeichnungen, Anmerkungen) | Anmerkungen                              |
| Jahr | Titel                                  | DE | CH | UK | US | Anmerkungen                              |
| ---- | -------------------------------------- | --- | --- | --- | --- | ---------------------------------------- |
| 1970 | UFO 1                                  | — | — | — | — | Erstveröffentlichung: Oktober 1970       |
| 1971 | UFO 2: Flying                          | — | — | — | — | Erstveröffentlichung: Oktober 1971       |
| 1974 | Phenomenon                             | — | — | — | — | Erstveröffentlichung: Mai 1974           |
| 1975 | Force It                               | DE35 (4 Wo.)DE | CH59 a (1 Wo.)CH | — | US71 (13 Wo.)US | Erstveröffentlichung: Juli 1975          |
| 1976 | No Heavy Petting                       | DE59 b (1 Wo.)DE | — | — | US169 (4 Wo.)US | Erstveröffentlichung: Mai 1976           |
| 1977 | Lights Out                             | — | CH63 (1 Wo.)CH | UK54 (2 Wo.)UK | US23 (24 Wo.)US | Erstveröffentlichung: Mai 1977           |
| 1978 | Obsession                              | — | — | UK26 (7 Wo.)UK | US41 (18 Wo.)US | Erstveröffentlichung: Juni 1978          |
| 1980 | No Place to Run                        | — | — | UK11 Silber · (7 Wo.)UK | US51 (13 Wo.)US | Erstveröffentlichung: Januar 1980        |
| 1981 | The Wild, the Willing and the Innocent | — | — | UK19 (5 Wo.)UK | US77 (11 Wo.)US | Erstveröffentlichung: 16. Januar 1981    |
| 1982 | Mechanix                               | — | — | UK8 (6 Wo.)UK | US82 (14 Wo.)US | Erstveröffentlichung: Februar 1982       |
| 1983 | Making Contact                         | — | — | UK32 (4 Wo.)UK | US153 (5 Wo.)US | Erstveröffentlichung: Januar 1983        |
| 1985 | Misdemeanor                            | — | — | UK74 (2 Wo.)UK | US106 (19 Wo.)US | Erstveröffentlichung: 5. November 1985   |
| 1992 | High Stakes & Dangerous Men            | — | — | — | — | Erstveröffentlichung: Februar 1992       |
| 1995 | Walk on Water                          | — | — | — | — | Erstveröffentlichung: 14. April 1995     |
| 2000 | Covenant                               | DE53 (1 Wo.)DE | — | — | — | Erstveröffentlichung: 25. Juli 2000      |
| 2002 | Sharks                                 | DE75 (1 Wo.)DE | — | — | — | Erstveröffentlichung: 3. September 2002  |
| 2004 | You Are Here                           | — | — | — | — | Erstveröffentlichung: 16. März 2004      |
| 2006 | The Monkey Puzzle                      | — | — | — | — | Erstveröffentlichung: 25. September 2006 |
| 2009 | The Visitor                            | DE86 (1 Wo.)DE | — | UK99 (1 Wo.)UK | — | Erstveröffentlichung: 2. Juni 2009       |
| 2012 | Seven Deadly                           | DE55 (1 Wo.)DE | — | UK63 (1 Wo.)UK | — | Erstveröffentlichung: 27. Februar 2012   |
| 2015 | A Conspiracy of Stars                  | DE28 (1 Wo.)DE | CH72 (1 Wo.)CH | UK50 (1 Wo.)UK | — | Erstveröffentlichung: 25. Februar 2015   |
| 2017 | The Salentino Cuts                     | — | — | — | — | Erstveröffentlichung: 29. September 2017 |

grau schraffiert: keine Chartdaten aus diesem Jahr verfügbar

### Livealben
| Jahr | Titel                  | Höchstplatzierung, Gesamtwochen, AuszeichnungChartplatzierungen (Jahr, Titel, Platzierungen, Wochen, Auszeichnungen, Anmerkungen) | Höchstplatzierung, Gesamtwochen, AuszeichnungChartplatzierungen (Jahr, Titel, Platzierungen, Wochen, Auszeichnungen, Anmerkungen) | Höchstplatzierung, Gesamtwochen, AuszeichnungChartplatzierungen (Jahr, Titel, Platzierungen, Wochen, Auszeichnungen, Anmerkungen) | Höchstplatzierung, Gesamtwochen, AuszeichnungChartplatzierungen (Jahr, Titel, Platzierungen, Wochen, Auszeichnungen, Anmerkungen) | Anmerkungen                         |
| Jahr | Titel                  | DE | CH | UK | US | Anmerkungen                         |
| ---- | ---------------------- | --- | --- | --- | --- | ----------------------------------- |
| 1971 | Live                   | DE23 (16 Wo.)DE | — | — | — | Erstveröffentlichung: Dezember 1971 |
| 1979 | Strangers in the Night | DE69 c (1 Wo.)DE | CH98 c (1 Wo.)CH | UK7 Silber · (11 Wo.)UK | US42 (15 Wo.)US | Erstveröffentlichung: Januar 1979   |

grau schraffiert: keine Chartdaten aus diesem Jahr verfügbar
Weitere Livealben
- 1976: On with the Action
- 1979: Live in Texas
- 1982: Regenerator – Live 1982
- 1986: Misdemeanor Tour
- 1986: Heaven’s Gate
- 1992: Lights Out in Tokyo
- 1994: T.N.T.
- 1998: Werewolves of London
- 1998: Live on Earth
- 1999: In Session and Live in Concert (BBC Music – The Archive Series)
- 2000: Live in Texas
- 2005: Showtime
- 2016: Live Sightings

### Kompilationen
| Jahr | Titel                       | Höchstplatzierung, Gesamtwochen, AuszeichnungChartplatzierungen (Jahr, Titel, Platzierungen, Wochen, Auszeichnungen, Anmerkungen) | Höchstplatzierung, Gesamtwochen, AuszeichnungChartplatzierungen (Jahr, Titel, Platzierungen, Wochen, Auszeichnungen, Anmerkungen) | Höchstplatzierung, Gesamtwochen, AuszeichnungChartplatzierungen (Jahr, Titel, Platzierungen, Wochen, Auszeichnungen, Anmerkungen) | Höchstplatzierung, Gesamtwochen, AuszeichnungChartplatzierungen (Jahr, Titel, Platzierungen, Wochen, Auszeichnungen, Anmerkungen) | Anmerkungen                |
| Jahr | Titel                       | DE | CH | UK | US | Anmerkungen                |
| ---- | --------------------------- | --- | --- | --- | --- | -------------------------- |
| 1983 | Headstone – The Best of UFO | — | — | UK39 (4 Wo.)UK | — | Erstveröffentlichung: 1983 |

Weitere Kompilationen
- 1976: Space Metal
- 1981: C’Mon Everybody
- 1985: The Collection
- 1986: Anthology
- 1988: The Best of the Rest
- 1992: The Essential UFO
- 1993: The Decca Years
- 1996: The Best of UFO: Gold Collection
- 1997: X-Factor: Out There & Back
- 2002: The Best of UFO: Ten Best Series
- 2004: Flying: The Early Years 1970-1973
- 2006: An Introduction to UFO
- 2007: Live Throughout the Years
- 2008: The Best of UFO (1974–1983)
- 2011: All the Hits & More – The Early Days
- 2011: The Chrysalis Years: 1973–1979
- 2012: Too Hot to Handle: The Very Best of UFO

### EPs
- 1988: Ain’t Misbehavin’
- 2013: Live ’n’ Ready

### Singles
| Jahr | Titel Album                                         | Höchstplatzierung, Gesamtwochen, AuszeichnungChartplatzierungen (Jahr, Titel, Album, Platzierungen, Wochen, Auszeichnungen, Anmerkungen) | Höchstplatzierung, Gesamtwochen, AuszeichnungChartplatzierungen (Jahr, Titel, Album, Platzierungen, Wochen, Auszeichnungen, Anmerkungen) | Höchstplatzierung, Gesamtwochen, AuszeichnungChartplatzierungen (Jahr, Titel, Album, Platzierungen, Wochen, Auszeichnungen, Anmerkungen) | Höchstplatzierung, Gesamtwochen, AuszeichnungChartplatzierungen (Jahr, Titel, Album, Platzierungen, Wochen, Auszeichnungen, Anmerkungen) | Anmerkungen                            |
| Jahr | Titel Album                                         | DE | CH | UK | US | Anmerkungen                            |
| ---- | --------------------------------------------------- | --- | --- | --- | --- | -------------------------------------- |
| 1970 | Boogie for George UFO 1                             | DE30 (2 Wo.)DE | — | — | — | Erstveröffentlichung: Oktober 1970     |
| 1971 | Prince Kajuku UFO 2: Flying                         | DE26 (10 Wo.)DE | — | — | — | Erstveröffentlichung: 1971             |
| 1978 | Only You Can Rock Me Obsession                      | — | — | UK50 (4 Wo.)UK | — | Erstveröffentlichung: Juli 1978        |
| 1979 | Doctor Doctor (Live) Strangers in the Night         | — | — | UK35 (6 Wo.)UK | — | Erstveröffentlichung: Januar 1979      |
| 1979 | Shoot Shoot (Live) Strangers in the Night           | — | — | UK48 (5 Wo.)UK | — | Erstveröffentlichung: März 1979        |
| 1980 | Young Blood No Place to Run                         | — | — | UK36 (5 Wo.)UK | — | Erstveröffentlichung: Januar 1980      |
| 1981 | Lonely Heart The Wild, the Willing and the Innocent | — | — | UK41 (5 Wo.)UK | — | Erstveröffentlichung: 2. Januar 1981   |
| 1982 | Let It Rain Mechanix                                | — | — | UK62 (3 Wo.)UK | — | Erstveröffentlichung: Januar 1982      |
| 1983 | When It’s Time to Rock Making Contact               | — | — | UK70 (6 Wo.)UK | — | Erstveröffentlichung: 4. März 1983     |
| 1986 | Night Run Misdemeanor                               | — | — | UK94 (2 Wo.)UK | — | Erstveröffentlichung: 24. Februar 1986 |

Weitere Singles
- 1970: Shake It About
- 1970: Come Away Melinda
- 1971: C’mon Everybody (nur in Europa)
- 1972: Galactic Love (nur in Europa)
- 1973: Give Her the Gun
- 1974: Doctor Doctor
- 1975: Shoot Shoot
- 1977: Alone Again Or
- 1977: Too Hot to Handle (nur in USA)
- 1978: Cherry (nur in USA)
- 1978: Born to Lose (nur in Europa)
- 1980: Couldn’t Get It Right
- 1982: Back into My Life
- 1982: The Writer (nur in USA)
- 1985: This Time
- 1988: Between a Rock and a Hard Place
- 1991: One of Those Nights
- 1998: Venus (I Just Can’t Quit It Babe)
- 2013: Wonderland

### Videoalben
- 1994: Too Hot to Handle
- 2005: Showtime
- 2010: UFO – Hard Rock Legends

## Statistik

### Chartauswertung
|                     | DE    | CH    | UK     | US     |
| ------------------- | ----- | ----- | ------ | ------ |
| Nummer-eins-Alben   | DE—DE | CH—CH | UK—UK  | US—US  |
| Top-10-Alben        | DE—DE | CH—CH | UK2UK  | US—US  |
| Alben in den Charts | DE9DE | CH4CH | UK12UK | US10US |

|                       | DE    | CH    | UK    | US    |
| --------------------- | ----- | ----- | ----- | ----- |
| Nummer-eins-Singles   | DE—DE | CH—CH | UK—UK | US—US |
| Top-10-Singles        | DE—DE | CH—CH | UK—UK | US—US |
| Singles in den Charts | DE2DE | CH—CH | UK8UK | US—US |

### Auszeichnungen für Musikverkäufe
Anmerkung: Auszeichnungen in Ländern aus den Charttabellen bzw. Chartboxen sind in ebendiesen zu finden.
| Land/RegionAuszeichnungen für Musikverkäufe (Land/Region, Auszeichnungen, Verkäufe, Quellen) | Silber     | Gold | Platin | Verkäufe | Quellen   |
| -------------------------------------------------------------------------------------------- | ---------- | ---- | ------ | -------- | --------- |
| Vereinigtes Königreich (BPI)                                                                 | 2× Silber2 | —    | —      | 120.000  | bpi.co.uk |
| Insgesamt                                                                                    | 2× Silber2 | —    | —      |          |           |